# Pique Riverte
Pique Riverte, nome artístico de Riverte de Oliveira Santos (São Paulo, 20 de abril de 1946 - São Paulo, 23 de maio de 2000), foi um multi-instrumentista brasileiro, conhecido por ter participado da banda paulistana Casa das Máquinas e por ter gravado e acompanhado diversos artistas, como Roberto Carlos, Manito, Raul de Souza, César Camargo Mariano, Marcelo Nova e Zezé Di Camargo & Luciano.

## Vida pessoal
O músico foi casado e teve 3 filhas. Em abril de 2000, o músico foi internado no Hospital Sírio-Libanês, onde acabou morrendo, vítima de câncer de pâncreas e fígado, em 23 de maio do mesmo ano.

## Carreira
Iniciou a carreira aos 12 anos, quando montou uma banda de rock chamada The Flyers juntamente com os guitarristas Patinho (João Fernandes da Silva Borges de Miranda) e Guilherme Dotta, o baixista Vicente Ferrer Juan (o “Fafá”) e o baterista Walfrido Costa Filho. Em 1964, participam da coletânea Antonio Aguilar Apresenta o Reino da Juventude, importante para o movimento Jovem Guarda que viria a se formar a partir da estreia do programa de mesmo nome, em agosto do ano seguinte. Em 1965, o grupo grava um disco autointitulado pela RCA. O grupo não conseguiria atingir o sucesso e seria encerrado com o fim do programa de televisão. Riverte passa a fazer parte da banda que acompanhava Roberto Carlos, o RC7. Também, passa a acompanhar e gravar com diversos artistas, como Raul de Souza. Em 1970, participa das gravações do álbum de estreia da carreira solo de Manito, O Incrível Manito, pela RCA. Ali, conhece Aroldo que, em 1974, o convidaria para participar do grupo paulistano Casa das Máquinas. Com esta banda, grava o primeiro álbum autointitulado, de 1974. Após deixar o conjunto, participa das bandas Corrente de Força e Placa Luminosa e, nos anos 1980, acompanha diversos artistas, como César Camargo Mariano e Marcelo Nova. Na década seguinte, fixa-se como saxofonista e líder da banda que acompanha a dupla Zezé Di Camargo & Luciano.

## Discografia
Discografia dada por Edu Reis.

### Com o The Flyers
1965 - The Flyers (RCA)

### Com o Casa das Máquinas
- 1974 - Casa Das Máquinas (Som Livre)
- 2000 - Pérolas (Som Livre)

### Como músico convidado
- 1970 - O Incrível Manito (RCA) - Com Manito
- 1979 - Dimensão 5 (Arlequim) - Com o Dimensão 5
- 1980 - Aquela Velha História (GEL, através do selo Continental) - Com o Ponto & Vírgula
- 1985 - Volume 3 (Copacabana) - Com Jorge Luiz e Fernando
- 1986 - Prisma (Discos CBS) - Com César Camargo Mariano
- 1987 - Grito de Esperança (Tropical) - Com Gilberto Lemos
- 1987 - Branca Mete Bronca! (Continental) - Com o Branca di Neve
- 1988 - Marcelo Nova e a Envergadura Moral (WEA) - Com Marcelo Nova
- 1989 - Lucidez (Esfinge) - Com Edson Large
- 1989 - Carlos Cezar & Cristiano (RGE Discos) - Com Carlos Cezar & Cristiano
- 1993 - Natural (Verve World) - Com César Camargo Mariano
- 1994 - Aprendendo A Viver (Eldorado) - Com Zé Geraldo
- 1995 - Mandinga (Eldorado) - Com André Christovam